# Кубок вызова ЕКВ среди женщин 2016/2017
9-й розыгрыш Кубка вызова ЕКВ среди женщин (44-й с учётом Кубка обладателей кубков и Кубка топ-команд) проходил с 14 декабря 2016 по 15 апреля 2017 года с участием 31 команды из 20 стран-членов Европейской конфедерации волейбола. Победителем турнира стала турецкая команда «Бурса Бююкшехир» (Бурса).

## Система квалификации
Места в Кубке вызова ЕКВ 2016/2017 были распределены по рейтингу ЕКВ на 2017 год, учитывающему результаты выступлений клубных команд стран-членов ЕКВ в еврокубках на протяжении трёх сезонов (2012/2013—2014/2015). Согласно ему все страны-члены ЕКВ получили возможность заявить своих представителей в розыгрыш Кубка, причём страны, занимающие в рейтинге 9-16 места — по 2 команды, так как не имели возможности напрямую включить свои команды в Лигу чемпионов, а в розыгрыше Кубка ЕКВ могли быть представлены всего одной командой каждая. Страны, стоящие в рейтинге на 1-8, 17-32 позициях или вовсе не имеющие рейтинговых очков, могли заявить по одной команде.
Страны, чьи представители приняли участие в розыгрыше Кубка вызова ЕКВ 2016/2017: Турция, Россия, Франция, Германия, Швейцария (все — по одной команде), Румыния, Чехия, Бельгия, Финляндия, Греция (все — по 2 команды), Австрия, Норвегия, Хорватия, Венгрия, Испания, Словакия, Кипр, Болгария, Косово, Португалия (все — по одной команде). Два вакантных места получила Австрия, по одному — Бельгия, Хорватия, Испания, Словакия. Также в розыгрыш включён турецкий «Чанаккале» в качестве обладателя Кубка Балканской волейбольной ассоциации (БВА). Перед стартом с турнира снялся греческий «Паннаксиакос».

## Команды-участницы
| Страна     | Команда                                       |                                                                      |
| ---------- | --------------------------------------------- | -------------------------------------------------------------------- |
| Турция     | «Бурса Бююкшехир» (Бурса)                     | по итогам чемпионата Турции 2016 (5-е место)                         |
| Турция     | «Чанаккале» (Чанаккале)                       | победитель Кубка БВА 2014                                            |
| Россия     | «Енисей» (Красноярск)                         | По итогам чемпионата России 2016 (7-е место)                         |
| Франция    | «АСПТТ Мюлуз» (Мюлуз)                         | По итогам предварительной стадии чемпионата Франции 2016 (4-е место) |
| Германия   | «Шверинер-Палмберг» (Шверин)                  | 3-й призёр чемпионата Германии 2016                                  |
| Швейцария  | «Витеос-НУК» (Невшатель)                      | По итогам чемпионата Швейцарии 2016 (5-е место)                      |
| Румыния    | «Букурешть» (Бухарест)                        | 3-й призёр чемпионата Румынии 2016                                   |
| Румыния    | «Штиинца» (Бакэу)                             | По итогам чемпионата Румынии 2016 (4-е место)                        |
| Чехия      | «Острава» (Острава)                           | 3-й призёр чемпионата Чехии 2016                                     |
| Чехия      | «Кралово Поле» (Брно)                         | После отказа двух чешских команд                                     |
| Бельгия    | «Астерикс» (Килдрехт)                         | Чемпион Бельгии 2016                                                 |
| Бельгия    | «Дофин» (Шарлеруа)                            | 3-й призёр чемпионата Бельгии 2016.                                  |
| Бельгия    | «Аудегем» (Дендермонде)                       | По итогам чемпионата Бельгии 2016 (4-е место).                       |
| Финляндия  | «Ориведен Поннистус» (Оривеси)                | 3-й призёр чемпионата Финляндии 2016                                 |
| Финляндия  | «Кангасала» (Кангасала)                       | По итогам чемпионата Финляндии 2016 (4-е место)                      |
| Греция     | «Олимпиакос» (Пирей)                          | Чемпион Греции 2016                                                  |
| Австрия    | «Нидеростеррайх Сокол-Пост» (Швехат)          | Чемпион Австрии 2016                                                 |
| Австрия    | «Холдинг» (Грац)                              | 3-й призёр чемпионата Австрии 2016                                   |
| Австрия    | «Зальцбург» (Зальцбург)                       | По итогам чемпионата Австрии 2016 (5-е место)                        |
| Норвегия   | «Рандаберг» (Рандаберг)                       | Чемпион Норвегии 2016                                                |
| Хорватия   | «Пореч» (Пореч)                               | 2-й призёр чемпионата Хорватии 2016                                  |
| Хорватия   | «Марина Каштела» (Каштел Гомилица)            | 3-й призёр чемпионата Хорватии 2016                                  |
| Венгрия    | «Вашаш-Обуда» (Будапешт)                      | 2-й призёр чемпионата Венгрии 2016                                   |
| Испания    | «Сьюдад де Логроньо» (Логроньо)               | Чемпион Испании 2016                                                 |
| Испания    | «Фигаро Арис Тенерифе» (Ла-Лагуна)            | 2-й призёр чемпионата Испании 2016                                   |
| Словакия   | «Славия» (Братислава)                         | Чемпион Словакии 2016                                                |
| Словакия   | БВК (Братислава)                              | 3-й призёр чемпионата Словакии 2016                                  |
| Кипр       | АЭЛ (Ларнака)                                 | После отказа трёх кипрских команд                                    |
| Болгария   | «Левски» (София)                              | 2-й призёр чемпионата Болгарии 2016                                  |
| Португалия | «Атлетику-Фамаликан» (Вила-Нова-ди-Фамаликан) | Чемпион Португалии 2016                                              |
| Косово     | «Скендерай» (Скендерай)                       | 2-й призёр чемпионата Косово 2016                                    |

## Система проведения розыгрыша
Во всех стадиях турнира применяется система плей-офф, то есть команды делятся на пары и проводят между собой по два матча с разъездами. Победителем пары выходит команда, одержавшая две победы. В случае равенства побед победителем становится команда, набравшая в рамках двухматчевой серии большее количество очков (за победу 3:0 и 3:1 даётся 3 очка, за победу 3:2 — 2 очка, за поражение 2:3 — 1, за поражение 1:3 и 0:3 очки не начисляются). Если обе команды при этом набрали одинаковое количество очков, то назначается дополнительный («золотой») сет, победивший в котором выходит в следующий раунд соревнований. 

## 1/16 финала
14-15.12.2016/10-12.01.2017
 «Штиинца» (Бакэу) —  «Бурса Бююкшехир» (Бурса)
14 декабря. 1:3 (25:19, 14:25, 22:25, 18:25).
11 января. 1:3 (15:25, 25:17, 18:25, 23:25).
 «Славия» (Братислава) —  «Холдинг» (Грац) 
14 декабря. 3:1 (20:25, 25:20, 25:19, 25:15).
17 января. 3:1 (25:23, 22:25, 31:29, 25:18).
 «Сьюдад де Логроньо» (Логроньо) —  «Атлетику-Фамаликан» (Вила-Нова-ди-Фамаликан) 
14 декабря. 3:0 (26:24, 25:16, 25:15).
11 января. 3:1 (25:14, 25:22, 21:25, 26:24).
 «Фигаро Арис Тенерифе» (Ла-Лагуна) —  «Дофин» (Шарлеруа)
14 декабря. 1:3 (12:25, 25:16, 20:25, 23:25).
12 января. 3:2 (30:28, 22:25, 25:18, 20:25, 15:12).
 «Аудегем» (Дендермонде) —  «Витеос-НУК» (Невшатель)
14 декабря. 0:3 (19:25, 16:25, 22:25).
12 января. 0:3 (23:25, 19:25, 15:25).
 АЭЛ (Лимасол) —  БВК (Братислава) 
15 декабря. 3:0 (25:22, 25:22, 25:18).
11 января. 1:3 (27:25, 22:25, 18:25, 14:25). «Золотой» сет — 15:5.
 «Рандаберг» —  «Кангасала»
14 декабря. 0:3 (14:25, 15:25, 15:25).
11 января. 0:3 (23:25, 14:25, 17:25).
 «Ориведен Поннистус» (Оривеси) —  «Шверинер-Палмберг» (Шверин)
14 декабря. 0:3 (13:25, 20:25, 15:25).
11 января. 0:3 (20:25, 21:25, 13:25).
 «АСПТТ Мюлуз» (Мюлуз) —  «Астерикс» (Килдрехт)
14 декабря. 1:3 (19:25, 25:19, 20:25, 19:25).
12 января. 1:3 (25:20, 20:25, 20:25, 18:25).
 «Скендерай» —  «Вашаш-Обуда» (Будапешт)
14 декабря. 1:3 (19:25, 19:25, 25:23, 14:25).
10 января. 0:3 (14:25, 11:25, 13:25).
 «Чанаккале» —  «Левски» (София) 
14 декабря. 3:0 (25:8, 25:12, 25:15).
10 января. 3:0 (25:12, 25:12, 25:18).
 «Олимпиакос» (Пирей) —  «Букурешть» (Бухарест) 
14 декабря. 3:0 (25:23, 25:18, 25:22).
11 января. 3:0 (25:23, 25:20, 25:20).
 «Пореч» —  «Острава»
14 декабря. 0:3 (16:25, 17:25, 10:25).
11 января. 0:3 (17:25, 11:25, 21:25).
 «Кралово Поле» (Брно) —  «Нидеростеррайх Сокол-Пост» (Швехат) 
14 декабря. 3:0 (25:19, 25:22, 25:17).
11 января. 3:1 (26:28, 25:21, 25:16, 25:23).
 «Марина Каштела» (Каштел Гомилица) —  «Зальцбург» 
14 декабря. 3:2 (25:15, 25:21, 18:25, 22:25, 15:13).
11 января. 3:0 (27:25, 25:14, 25:23).
 «Паннаксиакос» (Наксос) —  «Енисей» (Красноярск)
0:3, 0:3 — отказ «Паннаксиакоса».

## 1/8 финала
24-25.01/7-9.02.2017
 «Славия» (Братислава) —  «Бурса Бююкшехир» (Бурса)
25 января. 0:3 (15:25, 18:25, 15:25).
8 февраля. 1:3 (13:25, 14:25, 25:23, 22:25).
 «Сьюдад де Логроньо» (Логроньо) —  «Дофин» (Шарлеруа)
25 января. 3:1 (25:17, 23:25, 25:14, 25:23).
9 февраля. 3:0 (25:16, 25:17, 25:19).
 «Витеос-НУК» (Невшатель) —  АЭЛ (Лимасол)
25 января. 3:1 (25:27, 25:22, 25:16, 25:21).
9 февраля. 3:0 (25:13, 25:15, 25:22).
 «Шверинер-Палмберг» (Шверин) —  «Кангасала»
24 января. 3:0 (25:18, 25:14, 25:20).
8 февраля. 3:0 (25:21, 25:16, 25:20).
 «Астерикс» (Килдрехт) —  «Вашаш-Обуда» (Будапешт)
25 января. 3:1 (25:22, 25:17, 18:25, 25:20).
7 февраля. 3:2 (19:25, 25:13, 25:13, 19:25, 15:10).
 «Чанаккале» —  «Олимпиакос» (Пирей)
24 января. 2:3 (20:25, 24:26, 25:15, 25:19, 9:15).
7 февраля. 2:3 (25:19, 17:25, 25:21, 14:25, 14:16).
 «Острава» —  «Кралово Поле» (Брно)
25 января. 3:0 (25:14, 25:21, 25:12).
7 февраля. 3:1 (12:25, 25:20, 25:19, 25:19).
 «Енисей» (Красноярск) —  «Марина Каштела» (Каштел Гомилица)
25 января. 3:0 (25:17, 25:17, 25:13).
8 февраля. 3:0 (25:21, 25:18, 25:5).

## Четвертьфинал
22-23.02/7-9.03.2017
 «Сьюдад де Логроньо» (Логроньо) —  «Бурса Бююкшехир» (Бурса)
23 февраля. 1:3 (15:25, 25:27, 25:19, 21:25).
7 марта. 0:3 (18:25, 12:25, 18:25).
 «Витеос-НУК» (Невшатель) —  «Шверинер-Палмберг» (Шверин)
23 февраля. 0:3 (21:25, 20:25, 22:25).
9 марта. 0:3 (15:25, 15:25, 20:25).
 «Астерикс» (Килдрехт) —  «Олимпиакос» (Пирей)
22 февраля. 2:3 (22:25, 25:11, 25:19, 20:25, 12:15).
8 марта. 1:3 (18:25, 16:25, 25:19, 21:25).
 «Острава» —  «Енисей» (Красноярск)
22 февраля. 1:3 (16:25, 23:25, 25:22, 15:25).
7 марта. 0:3 (23:25, 20:25, 24:26).

## Полуфинал
29.03/2.04.2017
 «Шверинер-Палмберг» (Шверин) —  «Бурса Бююкшехир» (Бурса)
29 марта. 1:3 (22:25, 28:30, 25:21, 20:25).
2 апреля. 3:2 (23:25, 17:25, 25:18, 25:16, 16:14).
 «Олимпиакос» (Пирей) —  «Енисей» (Красноярск) 
29 марта. 3:1 (25:15, 18:25, 25:17, 27:25).
2 апреля. 0:3 (21:25, 11:25, 23:25). «Золотой» сет — 15:13.

## Финал

### 1-й матч
| 12 апреля 2017 | \| «Олимпиакос» (Пирей) \| 3:2 cev.lu \| «Бурса Бююкшехир» (Бурса) \| \| Надежда Молосай (15) Экатерина Йота (8) Саския Хиппе (20) Ана Лазаревич (14) Георгия Лампруси (10) Стилиани Христодулу (6) Арета Кономи (либеро) Константина Влахаки (2) Арети Теза Эвгения Цима \| Голы \| Дора Хорват (18) Ивана Прокопич (15) Жойс да Силва (19) Фатма Йылдырым (5) Ипек Сороглу (15) Озге Кырдар (4) Джерен Джихан (либеро) Айлин Сарыоглу (либеро) Нуран Индже (2) Мерве Таныл Ярен Хатипоглу (1) Никалина Башнакова \| | Пирей Melina Merkouri Indoor Hall 2000 зрителей |
| Счёт по партиям — 18:25, 15:25, 25:20, 25:19, 15:10. Время матча — 1 час 58 минут. Судьи: Ясмин Хусейнович, Маркус Эдхольм.                                                                      | | |
| «Олимпиакос» (Пирей) | 3:2 cev.lu | «Бурса Бююкшехир» (Бурса) |
| Надежда Молосай (15) Экатерина Йота (8) Саския Хиппе (20) Ана Лазаревич (14) Георгия Лампруси (10) Стилиани Христодулу (6) Арета Кономи (либеро) Константина Влахаки (2) Арети Теза Эвгения Цима | Голы | Дора Хорват (18) Ивана Прокопич (15) Жойс да Силва (19) Фатма Йылдырым (5) Ипек Сороглу (15) Озге Кырдар (4) Джерен Джихан (либеро) Айлин Сарыоглу (либеро) Нуран Индже (2) Мерве Таныл Ярен Хатипоглу (1) Никалина Башнакова |

### 2-й матч
| 15 апреля 2017 | \| «Бурса Бююкшехир» (Бурса) \| 3:0 cev.lu \| «Олимпиакос» (Пирей) \| \| Озге Кырдар (1) Дора Хорват (13) Ивана Прокопич (10) Жойс да Силва (21) Фатма Йылдырым (10) Ипек Сороглу (4) Джерен Джихан (либеро) Айлин Сарыоглу (либеро) Нуран Индже (1) Ярен Хатипоглу Мерве Албайрак \| Голы \| Стилиани Христодулу Надежда Молосай (4) Экатерина Йота (3) Саския Хиппе (7) Ана Лазаревич (13) Георгия Лампруси (2) Арета Кономи (либеро) Ирини Коккинаки (либеро) Константина Влахаки (3) Арети Теза Ангелики-Мелина Эмманулиду (1). \| | Бурса Cengiz Göllü Volleyball Hall 4000 зрителей |
| Счёт по партиям — 25:15, 25:16, 25:23. Время матча — 1 час 22 минуты. Судьи: Никлас Хекфорд, Даница Викторина-Лиса.                                                                                       | | |
| «Бурса Бююкшехир» (Бурса) | 3:0 cev.lu | «Олимпиакос» (Пирей) |
| Озге Кырдар (1) Дора Хорват (13) Ивана Прокопич (10) Жойс да Силва (21) Фатма Йылдырым (10) Ипек Сороглу (4) Джерен Джихан (либеро) Айлин Сарыоглу (либеро) Нуран Индже (1) Ярен Хатипоглу Мерве Албайрак | Голы | Стилиани Христодулу Надежда Молосай (4) Экатерина Йота (3) Саския Хиппе (7) Ана Лазаревич (13) Георгия Лампруси (2) Арета Кономи (либеро) Ирини Коккинаки (либеро) Константина Влахаки (3) Арети Теза Ангелики-Мелина Эмманулиду (1). |

## Призёры
«Бурса Бююкшехир» (Бурса): Айлин Сарыоглу, Джерен Джихан, Ярен Хатипоглу, Фатма Йылдырым, Ипек Сороглу, Озге Кырдар, Мерве Таныл, Жойс Гомес да Силва, Никалина Башнакова, Ивана Прокопич, Нуран Индже, Мерве Албайрак, Дора Хорват. Главный тренер — Ян де Бранд.
  «Олимпиакос» (Пирей): Экатерина Йота, Ана Лазаревич, Надежда Молосай, Георгия Лампруси, Константина Влахаки, Арета Кономи, Эвгения Цима, Ирини Коккинаки, Стилиани Христодулу, Саския Хиппе, Арети Теза, Ангелики-Мелина Эмманулиду. Главный тренер — Бранко Ковачевич.